# Bae Ki-tae
Bae Ki-tae (3 mei 1965) is een voormalig Zuid-Koreaans schaatser. Bae was gespecialiseerd op de sprint afstanden 500 en 1000 meter.

## Records

### Persoonlijke records
| Afstand      | Tijd     | Datum            | Baan       |
| ------------ | -------- | ---------------- | ---------- |
| 500 meter    | 36,89    | 5 maart 1988     | Medeo      |
| 1000 meter   | 1.14,07  | 6 december 1987  | Calgary    |
| 1500 meter   | 1.55,54  | 15 februari 1987 | Heerenveen |
| 3000 meter   | 4.13,62  | 10 december 1983 | Inzell     |
| 5000 meter   | 7.17,80  | 15 februari 1986 | Inzell     |
| 10.000 meter | 15.29,31 | 29 januari 1984  | Inzell     |

### Wereldrecords laaglandbaan (officieus)
| Nr. | Afstand   | Tijd  | Datum            | Baan       |
| --- | --------- | ----- | ---------------- | ---------- |
| 1.  | 500 meter | 37,04 | 14 februari 1987 | Heerenveen |

## Resultaten
| Jaar | Olympische Spelen   | WK Allround | WK Sprint | WK Junioren |
| ---- | ------------------- | ----------- | --------- | ----------- |
| 1981 |                     |             |           | NC26        |
| 1982 |                     |             |           | 12e         |
| 1983 |                     |             |           | DQ1         |
| 1984 | 32e 1500m 39e 5000m | -           | -         |             |
| 1985 |                     | NC26        | 23e       |             |
| 1986 |                     | NC22        | -         |             |
| 1987 |                     | NC20        | 16e       |             |
| 1988 | 5e 500m 9e 1000m    | NS2         | -         |             |
| 1989 |                     | -           | 6e        |             |
| 1990 |                     | NC17        | Goud      |             |

- = geen deelname
DQ1 = gediskwalificeerd op de 2e afstand
NC# = niet gekwalificeerd voor de laatste afstand, maar wel als # geklasserd in de eindrangsschikking
NS2 = niet gestart op de 2e afstand

### Medaillespiegel
| Kampioenschap     | Goud | Zilver | Brons |
| ----------------- | ---- | ------ | ----- |
| Olympische Spelen | 0    | 0      | 0     |
| WK Allround       | 0    | 0      | 0     |
| WK Sprint         | 1    | 0      | 0     |
| WK Junioren       | 0    | 0      | 0     |